# Garz/Rügen
Garz/Rügen è una città situata sull'isola di Rügen nel Meclemburgo-Pomerania Anteriore, in Germania.
Appartiene al circondario della Pomerania Anteriore-Rügen ed è parte dell'Amt Bergen auf Rügen.